# Kevin Feige
Kevin Feige (Boston, 2 de junho de 1973) é um produtor cinematográfico americano e presidente da Marvel Studios. Os filmes que ele produziu têm uma bilheteria mundial de 14 bilhões de dólares brutos.

## Vida e carreira
Feige nasceu duma família judaica e passou seus anos de adolescência em Nova Jérsey. Seu avô fora produtor de televisão na década de 1950, tendo trabalhado em soap operas, incluindo The Guiding Light e As the World Turns.
Após o ensino médio, Feige foi candidato à Escola de Artes Cinematográficas da Universidade do Sul da Califórnia, a alma mater de seus diretores favoritos: George Lucas, Ron Howard e Robert Zemeckis. Seus primeiros cinco pedidos foram rejeitados, mas perseverou e foi aceito no sexto.
Seu trabalho inicial incluiu ser assistente da produtora executiva Lauren Shuler Donner em Volcano e You've Got Mail.
No ano 2000, foi contratado pela Marvel como produtor.

## Produtor cinematográfico

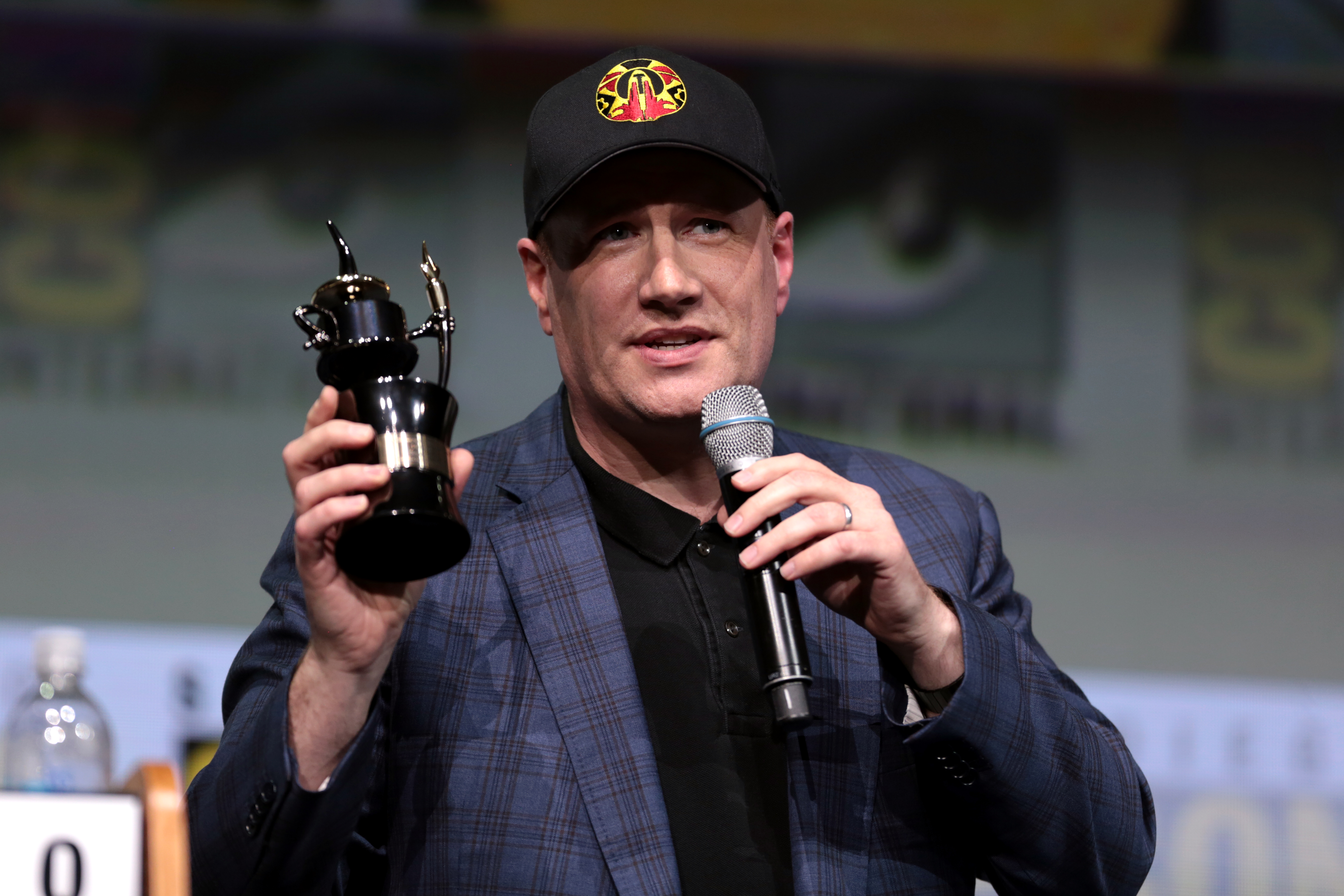
Feige recebendo o Inkpot Award na San Diego Comic-Con 2017

No primeiro filme dos X-Men, Donner fez de Feige um produtor associado, devido ao seu grande conhecimento do Universo Marvel. Impressionado Avi Arad, contratou-a para trabalhar como seu segundo em comando na Marvel Studios no mesmo ano. Feige foi nomeado presidente de produção da Marvel Studios em março de 2007. Ajudou a conceber o Universo Cinematográfico Marvel, que começou com o primeiro filme do Homem de Ferro. Recebeu o Motion Picture Showman of the Year no ICG Publicists Guild Awards em 22 de fevereiro de 2013. O presidente do comitê de premiação, Henri Bollinger, disse que "a compreensão e a apreciação de Kevin Feige da publicidade e promoção no papel do sucesso dum filme levou a uma série de filmes de grande sucesso adaptados das páginas dos quadrinhos de Marvel nos últimos 10 anos".

## Vida pessoal
Feige é casado com sua esposa Caitlin.

## Filmografia

### Longas-metragens
Antes da Marvel Studios começar a produzir seus próprios filmes a partir de 2008, Feige foi creditado como produtor associado, produtor executivo ou co-produtor em vários filmes doutros estúdios baseados em personagens da Marvel Comics.
| Ano  | Título                                      | Papel              |
| ---- | ------------------------------------------- | ------------------ |
| 1998 | Blade                                       | Produtor associado |
| 2000 | X-Men                                       | Produtor associado |
| 2002 | Spider-Man                                  | Produtor executivo |
| 2003 | Daredevil                                   | Co-produtor        |
| 2003 | X-Men 2                                     | Co-produtor        |
| 2003 | Hulk                                        | Produtor executivo |
| 2004 | The Punisher                                | Produtor executivo |
| 2004 | Spider-Man 2                                | Produtor executivo |
| 2004 | Blade: Trinity                              | Co-produtor        |
| 2005 | Elektra                                     | Co-produtor        |
| 2005 | Man-Thing                                   | Produtor executivo |
| 2005 | Fantastic Four                              | Produtor executivo |
| 2006 | X-Men: The Last Stand                       | Produtor executivo |
| 2007 | Spider-Man 3                                | Produtor executivo |
| 2007 | Fantastic Four: Rise of the Silver Surfer   | Produtor executivo |
| 2008 | Iron Man                                    | Produtor           |
| 2008 | The Incredible Hulk                         | Produtor           |
| 2008 | Punisher: War Zone                          | Produtor executivo |
| 2010 | Iron Man 2                                  | Produtor           |
| 2011 | Thor                                        | Produtor           |
| 2011 | Captain America: The First Avenger          | Produtor           |
| 2012 | The Avengers                                | Produtor           |
| 2012 | The Amazing Spider-Man                      | Produtor executivo |
| 2013 | Iron Man 3                                  | Produtor           |
| 2013 | Thor: The Dark World                        | Produtor           |
| 2014 | Captain America: The Winter Soldier         | Produtor           |
| 2014 | Guardians of the Galaxy                     | Produtor           |
| 2015 | Avengers: Age of Ultron                     | Produtor           |
| 2015 | Ant-Man                                     | Produtor           |
| 2016 | Captain America: Civil War                  | Produtor           |
| 2016 | Doctor Strange                              | Produtor           |
| 2017 | Guardians of the Galaxy Vol. 2              | Produtor           |
| 2017 | Spider-Man: Homecoming                      | Produtor           |
| 2017 | Thor: Ragnarok                              | Produtor           |
| 2018 | Black Panther                               | Produtor           |
| 2018 | Avengers: Infinity War                      | Produtor           |
| 2018 | Ant-Man and the Wasp                        | Produtor           |
| 2019 | Capitain Marvel                             | Produtor           |
| 2019 | Avengers: Endgame                           | Produtor           |
| 2019 | Spider-Man: Far From Home                   | Produtor           |
| 2021 | Black Widow                                 | Produtor           |
| 2021 | Eternals                                    | Produtor           |
| 2021 | Shang Chi and the Legend of the The Rings   | Produtor           |
| 2021 | Spider-Man: No Way Home                     | Produtor           |
| 2022 | Doctor Strange in The Multiverse of Madness | Produtor           |
| 2022 | Thor: Love and Thunder                      | Produtor           |
| 2022 | Black Panther: Wakanda Forever              | Produtor           |
| 2023 | Ant-Man and the Wasp: Quantumania           | Produtor           |
| 2023 | Guardians of the Galaxy Vol. 3              | Produtor           |
| 2023 | The Marvels                                 | Produtor           |
| 2024 | Deadpool & Wolverine                        | Produtor           |
| 2025 | Captain America: Brave New World            | Produtor           |

### Longas-metragens futuros
| 2025 | Thunderbolts*                   | Produtor |
| 2025 | The Fantastic Four: First Steps | Produtor |
| 2026 | Avengers: Doomsday              | Produtor |
| 2027 | Avengers: Secret Wars           | Produtor |

### Curtas-metragens
| Ano(s) | Título                                             | Papel    |
| ------ | -------------------------------------------------- | -------- |
| 2011   | The Consultant                                     | Produtor |
| 2011   | A Funny Thing Happened on the Way to Thor's Hammer | Produtor |
| 2012   | Item 47                                            | Produtor |
| 2013   | Agent Carter                                       | Produtor |
| 2014   | All Hail the King                                  | Produtor |

### Televisão
| Ano       | Título                            | Papel              |
| --------- | --------------------------------- | ------------------ |
| 2015-2016 | Agent Carter                      | Produtor executivo |
| 2021      | The Falcon and the Winter Soldier | Produtor executivo |
| 2021      | WandaVision                       | Produtor executivo |
| 2021      | Loki                              | Produtor executivo |
| 2021      | What If...?                       | Produtor executivo |
| 2021      | Hawkeye                           | Produtor executivo |
| 2022      | Moon Knight                       | Produtor executivo |
| 2022      | Ms. Marvel                        | Produtor executivo |
| 2022      | I Am Groot                        | Produtor executivo |
| 2022      | She-Hulk                          | Produtor executivo |
| 2023      | Echo                              | Produtor executivo |
| TBA       | Secret Invasion                   | Produtor executivo |
| TBA       | Ironheart                         | Produtor executivo |
| TBA       | Armor Wars                        | Produtor executivo |